# 元田肇
元田 肇（もとだ はじめ、1858年2月28日（安政5年1月15日）- 1938年（昭和13年）10月1日）は、明治、大正、昭和期の日本の政治家。立憲政友会の長老。号は国東。第25代衆議院議長、逓信大臣、鉄道大臣（初代）を歴任した。中央大学創立者18人の内の一人。杵築藩（大分県）の儒学者の養子。

## 来歴・人物
豊後国国東郡来浦（現在の大分県国東市国東町来浦）に医師・猪俣栄造の子として生まれる。杵築藩の藩儒・元田直の養子となる。1880年東京大学法科を卒業。弁護士となる。第1回衆議院議員総選挙に当選し、以後当選16回、議員生活は40有余年に渡った。当初は大成会・国民協会・帝国党に所属した後に立憲政友会の結成に参加、衆議院副議長に3度選出された他、第1次山本権兵衛内閣の逓信大臣、原内閣の鉄道大臣（初代）として入閣している。高橋内閣でも留任したが、中橋徳五郎・山本達雄とともに高橋首相との間に反目して政権崩壊のきっかけを作ったために一時党を除名された。なお1910年5月6日には、自宅において菊子夫人の実弟に刃物で切り付けられ負傷する事件が起きている。
その後、政友会が対立する憲政会とともに第2次護憲運動に参加したことに対しては批判的で、同じくこれに反発する床次竹二郎とともに政友会を離党して政友本党を結成するが、護憲三派の崩壊後に今度は床次が憲政会と合同して立憲民政党を結党すると、元田はこれを批判して金光庸夫ら少数の合同反対派を連れて政友会に復党した。政友会が政権を奪回した田中義一内閣時代には衆議院議長（在任期間、1928年4月23日-1929年3月14日）に選出された。1930年の第17回衆議院議員総選挙で落選し政界を引退。1932年には、74歳にして政党出身者ではじめて枢密顧問官に親任される。墓所は青山霊園(1ロ12-27)。

## 栄典
位階
- 1911年（明治44年）9月2日 - 従四位[3]
- 1914年（大正3年）6月18日 - 従三位[4]
- 1933年（昭和8年）1月16日 - 正三位[5]
- 1938年（昭和13年）10月1日 - 正二位[6]

勲章等
- 1912年（大正元年）12月18日 - 勲三等瑞宝章[7]
- 1916年（大正5年）4月1日 - 旭日重光章[8]
- 1920年（大正9年）9月7日 - 勲一等瑞宝章[9]
- 1921年（大正10年）7月1日 - 第一回国勢調査記念章[10]
- 1935年（昭和10年）5月11日 - 勲一等旭日大綬章[11][12]

外国勲章佩用允許
- 1938年（昭和13年）7月9日 - 満州帝国：勲一位景雲章[13]

## 親族
- 妻 元田きく子（元田直長女）
- 長男 元田敏夫（内務官僚）
- 三女 小畑千鶴（東久邇宮内閣で国務大臣を務めた陸軍中将・小畑敏四郎の妻）
- 四女 田中美子（大阪府知事・田中広太郎の妻）
- 五女 船田澄（衆議院議長・自民党副総裁を務めた船田中の妻）